# Buitenvaart (kanaal)
De Buitenvaart is een kanaal dat Eemnesservaart verbindt met de rivier de Eem in de Nederlandse provincie Utrecht.

## Geschiedenis
De Buitenvaart werd in 1589 gegraven. Het kanaal loopt door de Eemnesserpolder en is feitelijk het verlengde van de Eemnesservaart vanaf de Eemnessersluis. De Buitenvaart mondt even ten zuiden van Eemdijk uit in de Eem. Door de Eemnesservaart en de Buitenvaart kreeg Eemnes een scheepvaartverbinding via de Eem met de vroegere Zuiderzee. Bij de aanleg van het kanaal werd een houten sluis, de Eemnessersluis, gebouwd. Later werd deze houten sluis vervangen door een stenen schutsluis. In 1993 werd de sluis gerenoveerd en is er incidenteel doorvaart door schepen mogelijk naar Eemnes. Bij de Eemnessersluis is een jachthaven in de Buitenvaart aangelegd met een directe verbinding naar de Eem en naar de randmeren en het IJsselmeer.